# Angelica Aposteanu
Angelica Aposteanu (Bistrița, 21 agosto 1954) è un'ex canottiera rumena, vincitrice della medaglia di bronzo nell'otto a Mosca 1980.

## Palmarès
- Giochi olimpici

Mosca 1980: bronzo nell'otto.